# Newhalem
Newhalem est une localité américaine du comté de Whatcom, dans le Washington. Elle est située au sein de la Ross Lake National Recreation Area.